# Meli Petersson Ellafi
Meli Emilia Maria Petersson Ellafi, född Emilia Amina Maria den 5 november 1988 i Stockholm, är en svensk fotograf.

## Biografi
Meli Petersson Ellafi avlade 2015 examen vid Nordens Fotoskola. Samma år började hon arbeta för Expressen. Mellan 2018 och 2021 var hon anställd på Göteborgs-Posten. Sedan dess är hon frilansande fotograf. 
År 2015 uppmärksammades Petersson Ellafi när hon blev misshandlad av ungersk polis i samband med att hon på plats bevakade hur polis drabbade samman med flyktingar och migranter som protesterade mot att gränsen till Serbien stängts.
År 2017 vann hon Årets bild i kategorin "Vardagsliv Sverige" och följande år tilldelades hon juryns hederspris.
Tillsammans med journalisten Michael Verdicchio nominerades hon 2020 till Stora journalistpriset i kategorin "Årets förnyare" för den granskande podcasten Systrar. Podden, som publicerades för Göteborgs-Posten, skildrar  sexhandeln med unga tonårsflickor i Sverige. De nominerades även till radiopriset Guldörat. Duon vann senare Guldspaden och Wendela-priset för samma granskning.  Systrar belönades också med förstapris i den internationella tävlingen INMA Awards, som beskrivs som ”medievärldens Oscarsgala”.